# جوزيف باتريك هيرلي
جوزيف باتريك هيرلي (بالإنجليزية: Joseph Patrick Hurley)‏ هو كاهن كاثوليكي أمريكي، ولد في 21 يناير 1894 في كليفلاند في الولايات المتحدة، وتوفي في 30 أكتوبر 1967.